# 阿米尔·德利奇
阿米尔·德利奇（英語：Amer Delić，1982年6月30日—）生于南斯拉夫图兹拉，是一位美國男子職業網球運動員，2003年轉職業。他一开始代表美国参赛，2009年回到家乡，开始代表波斯尼亚和黑塞哥维那参加包括戴维斯杯在内的国际赛事。

## 外部連結
- 官方网站
- 阿米尔·德利奇（英文/西班牙文）的官方資料
- 阿米尔·德利奇的國際網球總會 職業／青少年 官方資料（英文）
- 阿米尔·德利奇的官方資料（英文）